# خوان كارلوس أوليفا
خوان كارلوس أوليفا (بالإسبانية: Juan Carlos Oliva Fornos)‏ هو لاعب كرة قدم ومدرب كرة قدم إسباني في مركز الدفاع، ولد في 4 يناير 1965 في لاردة في إسبانيا.